# Guldfågeln Arena
Guldfågeln Arena – stadion położony w Kalmarze w Szwecji. Stadion położony jest w rejonie zwanym Bilen, na północny zachód od Kalmaru. Jest areną zmagań klubu piłkarskiego Kalmar FF. Arena zastąpiła Fredriksskans IP, dawny stadion Kalmar FF. Koszt budowy stadionu wyniósł około 250 milionów koron szwedzkich. Fundusze na jego budowę pochodziły od klubu, urzędu miejskiego w Kalmarze i od Sveafastigheter - firmy zajmującej się nieruchomościami.

## Galeria

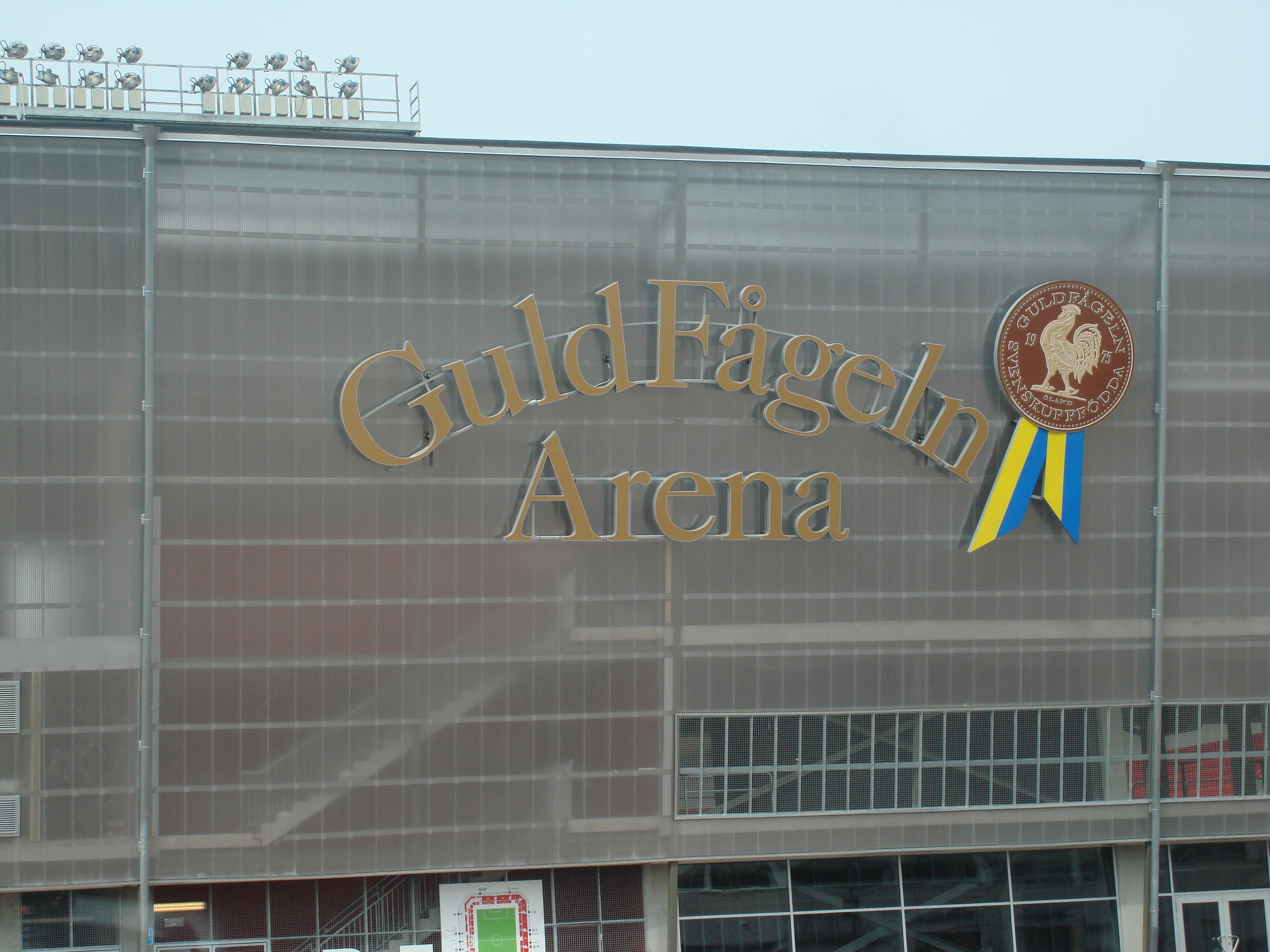
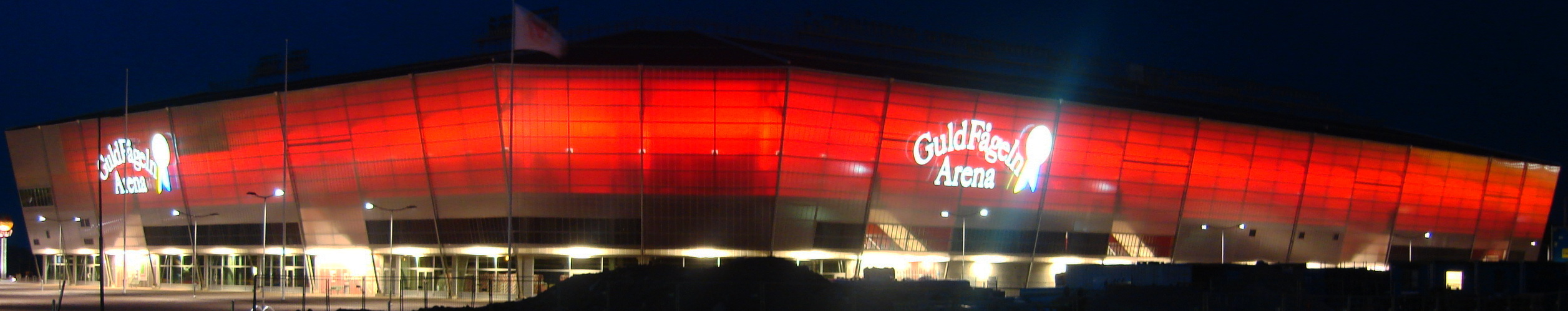